# Свіршківці

Сві́ршківці — село в Україні, в Чемеровецькій селищній громаді Кам'янець-Подільського району Хмельницької області.

## Назва
Місцева легенда про назву села розповідає що: 
| | \| Територія села потрапила в залежність до пана Свірча, на цій території пан збудував свій маєток. У цьому йому допомагали пани Яскорунські. Селяни, що проживали на цій території стали залежними від пана Свірча. Населений пункт стали називати Свірчіківці. Пройшли століття, пана Свірча нестало, відбулися зміни. У слові Свірч змінилися букви. І тепер село називається Свіршківці. \| |
| Територія села потрапила в залежність до пана Свірча, на цій території пан збудував свій маєток. У цьому йому допомагали пани Яскорунські. Селяни, що проживали на цій території стали залежними від пана Свірча. Населений пункт стали називати Свірчіківці. Пройшли століття, пана Свірча нестало, відбулися зміни. У слові Свірч змінилися букви. І тепер село називається Свіршківці. | |

## Географія
Подільське село Свіршківці розкинулось на південному заході України, за 30 кілометра від Кам’янця-Подільського. Через село протікає річка Жванчик. Біля поселення проходить автотраса Р48.

### Клімат
Демківці знаходяться в межах вологого континентального клімату із теплим літом.

## Історія

### У складі Речі Посполитої
Відомості про заснування села відносяться до XIII століття. Пізніше пан Свірч заснував тут свій маєток, згодом село було названо на його честь. Свіршківці згадуються в джерелах 1493 року. Тоді село налічувало 37 хат (димів). Свіршківці згадуються і в давніх актах 1494 року. Тоді в ньому було до 73 господарств.
У 1530 р. Свіршківці і навколишні села захопили турки. В довгій долині (між Бережанкою і Андріївною, Чемерівцями) було спалено населення околишніх сіл. Згодом турки були вигнані з Поділля і село перебувало у складі Речі Посполитої до 1793 року. У XVII ст. Свіршківці перейшли до Калиновських, а потім до Потоцьких, в кінці ХVІІІ ст. власником став Самуїл Голяєвський, пізніше Вояковський (з 1832 р.) і Зеленярські (з 1849 р.), дочка якого вийшла заміж і одержала в посаг Свіршківці.
В 1786 р. селяни Свіршковець із селянами ближніх сіл повстали під керівництвом кріпака з села Бережанки Олекси Степчука. З учасниками повстання поляки жорстоко розправилися. Вони організували хрещення населення в Кутковецькому, Збризькому, Кугаєвецькому костелах. Населення, що прийняло католицьку віру, отримувало деякі привілеї.
Існувала в Свіршківцях стара дерев'яна Покровська церква. В окремих відомостях пишеться, що вона побудована в 1765 р., але по візитах минулого століття не видно, щоб вона була побудована тоді. Візит 1790 р. і відомість 1801 р. говорять, що невідомо, коли була побудована ця церква, освячена Василем Площанським, дияконом сатановським. В відомостях 1801 р. занесено такий факт: кругом церкви була побудована прихожанам огорожа із хороших різаних дощок, які поміщик Стадницький забрав для побудови в своєму домі підлоги. Але так як потрібна обов'язкова огорожа, було завезено новий матеріал, але в цей час прихожани приєднуються до православних, поміщик після цього на другий день прислав підводи і забрав все дерево, приготовлене для огорожі, так що прихожани повинні були огородити церкву плотом. В 1830 р. церква з трьохкупольної перероблена в купольну.
Після другого поділу Речі Посполитої 1793 року землі Правобережної України, відійшли до Російської імперії.

### У складі Російської імперії
Протягом ХІХ-ХХ ст. в селі Свіршківці панували Калиновські, Потоцькі, Шидловські, Зеленовські. З 1849 р. по 1917 р. селом володів поміщик Дудолькевич, якому належало 1600 десятин землі, а селянам 655 десятин. Панську землю обробляли ручним примітивним способом. Жали 10-12 снопів, хліб за безцінь скуповували купці, які відправляли його через Гусятин за кордон.
В період першої російської революції 1905—1907 рр. населення села брало активну участь в революційному русі. У 1907 р. селяни піднялись на боротьбу проти пана Дудолькевича. Причиною повстання була низька оплата під час жнив. Пан платив за десятий сніп, селяни вимагали за восьмий, в результаті чого піднялось повстання. Пану довелося втекти. Лише при допомозі жандармерії повстання було придушено.

### Революційні події
У серпні 1914 р. почалась Перша світова війна, в якій брали участь й жителі Свіршковець. В лютому 1917 р. в селі була організована демонстрація, в якій брали участь понад 1000 осіб. Вона проходила під червоним прапором з  лозунгами «Геть війну», «Геть царизм!». Фронт проходив по річці Збруч з 1 серпня 1914 року по лютий 1917 рік.
У 1918-1921 рр. влада у Свіршківцях неодноразово змінювалась. У 1918 році село перебувало під владою УНР та Української держави. Літом 1919 року через село проходила 45 тисячна денікінська армія. Згодом у Свіршківці зайшло польське військо. Після денікінців і поляків село окуповане Червоною армією у грудні 1920 р. та встановлено радянську владу.
Внаслідок поразки Перших визвольних змагань на початку XX століття, село надовго окуповане російсько-більшовицькими загарбниками.
Радянська окупація принесла колективізацію та розкуркулення, мешканці села зазнали репресій. В багатьох частинах Поділля відбувались масові селянські повстання проти радянської влади.
В 1921 році в Свіршківцях було створено сільський комітет незаможних селян, головою якого був Черешенько І. Д., а потім Вишневський Й. М., нараховував цей комітет 120 селян. У 1925 р. в селі створена комсомольська організація.
Під час Голодомору у селі померло 60 осіб.
У 1921—1954 р. репресовано 21 особу.

### Друга світова війна
Під час Німецько-радянської війни село було окуповане у серпні. Німецька військова адміністрація розформувала колгосп, замість нього створивши «Громадське господарство», або як вони називали «Загальний двір». Тут вони змушували колгоспників працювати без всякої оплати. Загальна сума збитків, завданих гітлерівцями, становила З млн. крб. 220 юнаків і дівчат було насильно вивезено на примусові роботи до Німеччини.
В селі була створена підпільна партизанська група. Партизанський загін нараховував 127 чоловік. 20 березня 1944 року він провів бій з німцями, де було вбито 7 чоловік.
Село Свіршківці було повторно окуповане Червоною армією з 24 березня 1944 року.
175 жителів села було нагороджено орденами і медалями за участь війні.

### Радянська окупація
Після закінчення війни зусилля свіршківчан були спрямовані на те, щоб відновити село та мирне життя. За короткий термін були приведені в порядок виробничі приміщення, відремонтовані сільськогосподарські машини та  інвентар  для виконання польових  робіт.
В 1947 році сільський колгосп, як один з передових, був учасником Всесоюзної сільськогосподарської виставки у Москві за вирощення високих урожаїв цукрового буряка (з 1 га по 550 цнт). У 1958 році колгосп був знову учасником Всесоюзної сільськогосподарської виставки за вирощення високого урожаю цукрового буряка. Голову колгоспу Бортняка Ф. В. вдруге було нагороджено орденом, агронома колгоспу Загороднього Г. А. орденом «Знак пошани», а орденами та медалями — 73 колгоспники.
Сільський ставок займане площу 15 га, пасіка нараховує 200 бджолосімей, а сад займає площу 168 га.
У 1990 році відкрито пам'ятник в пам'ять про загиблих у роки Німецько-радянської війни та пам'ятник репресованим.

### Після відновлення незалежності України
З 1991 року в складі незалежної України.
У 1995 році Свіршківці газифіковано.
15 вересня 2016 року шляхом об'єднання сільських територіальних громад, село увійшло до складу Чемеровецької селищної громади. Об'єднання в громаду має створити умови для формування ефективної і відповідальної місцевої влади, яка зможе забезпечити комфортне та безпечне середовище для проживання людей.
До адміністративної реформи 19 липня 2020 року село належало до Чемеровецького району, після його ліквідації, увійшло до складу Кам'янець-Подільського району.

## Населення
Населення села становило 1284 особи на 2001 рік.

### Мова
У селі поширені західноподільська говірка та південноподільська говірка, що відносяться до подільського говору, який належить до південно-західного наріччя.
Розподіл населення за рідною мовою за даними перепису 2001 року:
| Мова       | Відсоток |
| ---------- | -------- |
| українська | 98,91%   |
| російська  | 1,09%    |

## Інфраструктура
В селі знаходиться середня школа І-III ступенів на 200 учнів. Будинок культури на 450 місць, бібліотека, книжковий фонд якої налічує велику кількість примірників, медична амбулаторія, яка відкрита у 1982 році. Крім того в селі працює відділення зв'язку, два магазини, кафе, ДНЗ «Малятко». Музей (в приміщені школи), краєзнавчий музей в Будинку культури.

## Футбольний клуб «Свірч» Свіршківці
Спільнота ФК Свірч с. Свіршківці в соціальній мережі Facebook.
Команда заснована у 2017 році групою молодих людей сіл Свіршківці, Демківці, Івахнівці і Залісся.
Представляють с. Свіршківці на районних змаганнях з футболу.
Одним з найбільших досягнень команди є вихід до 1/4 фіналу кубку ім. Л. Скринчука у 2018 р.

## Галерея

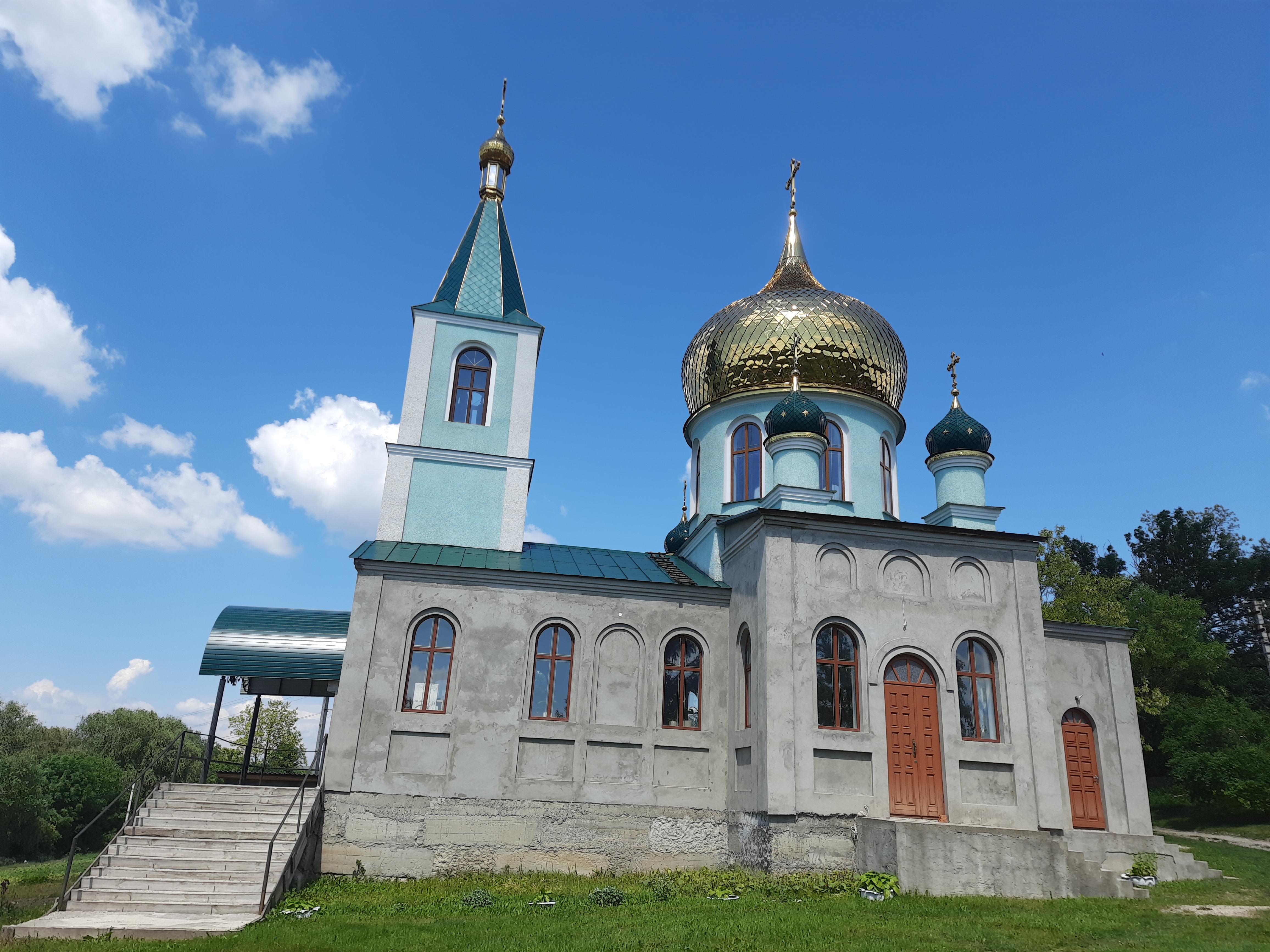
Церква Святого Серафима Саровського
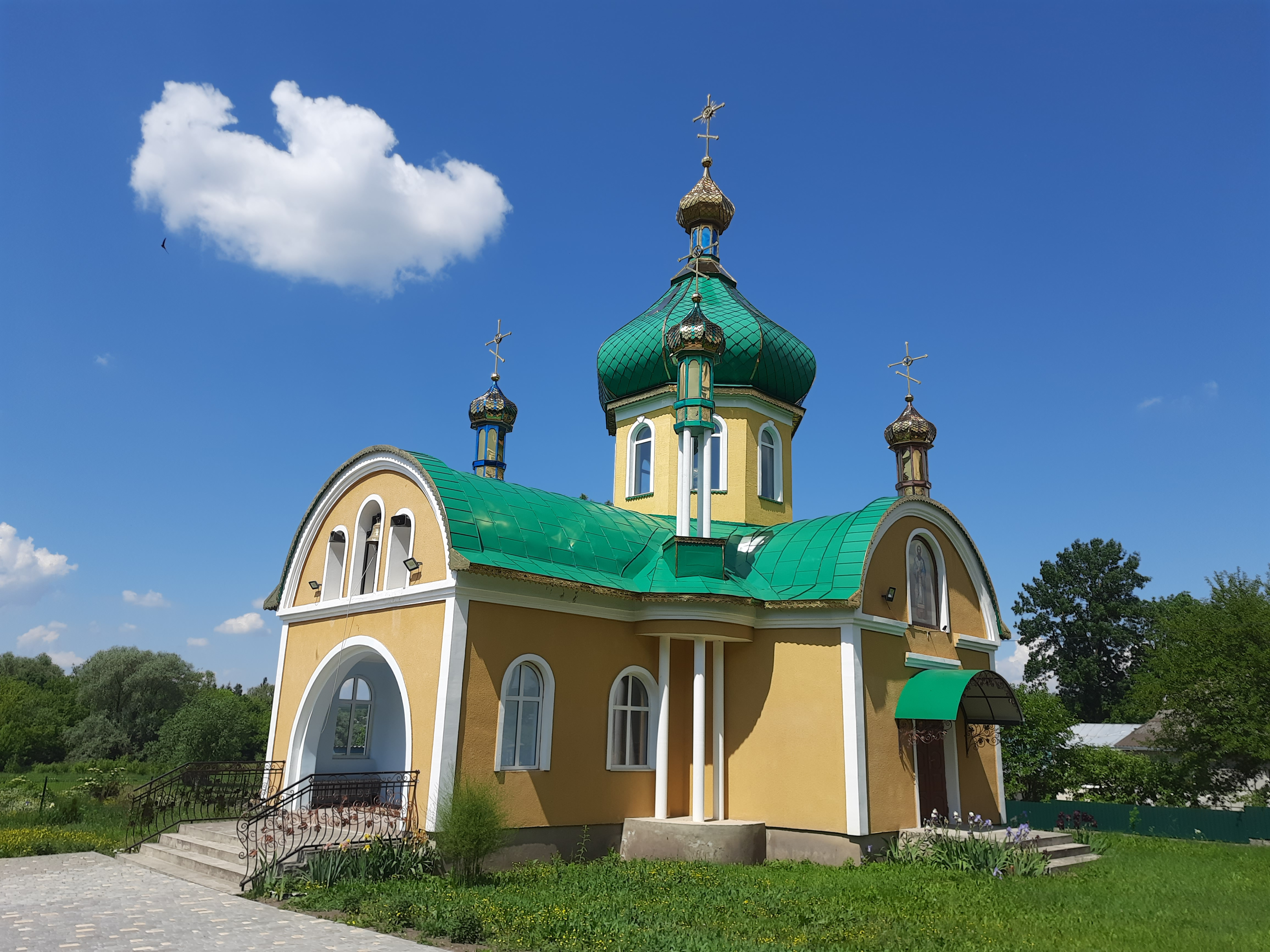
Церква Святого Василія Великого
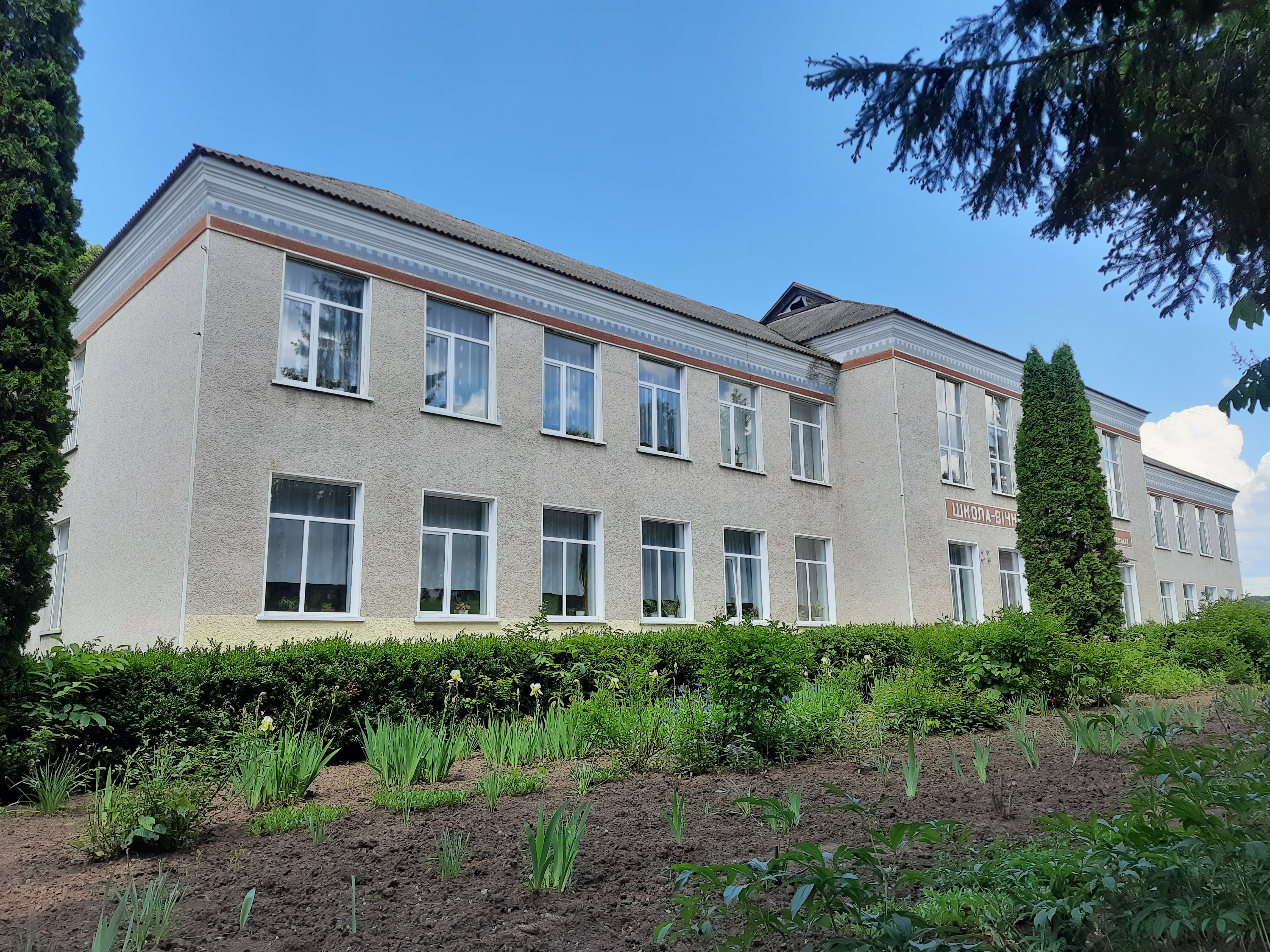
Школа
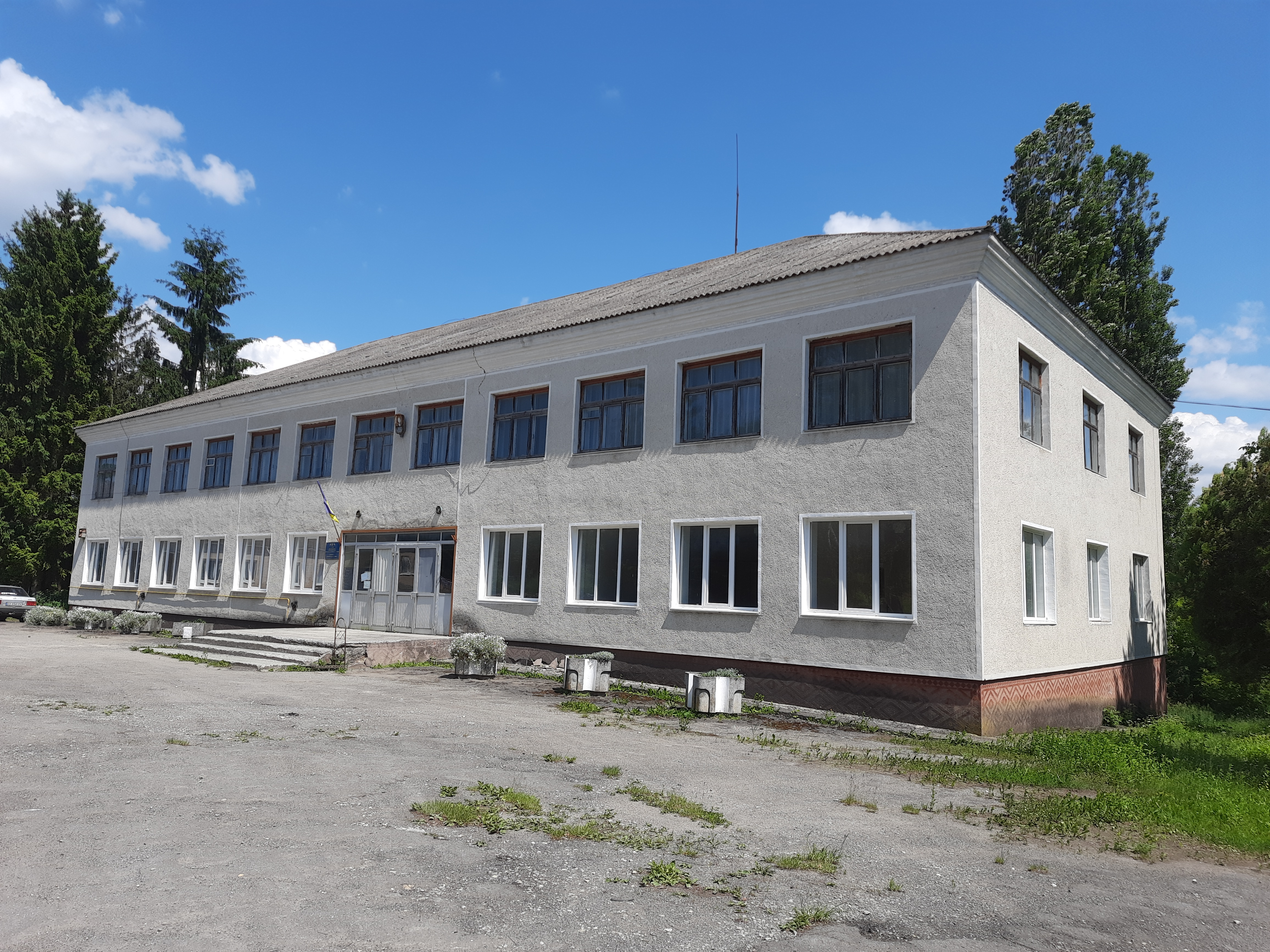
Старостат
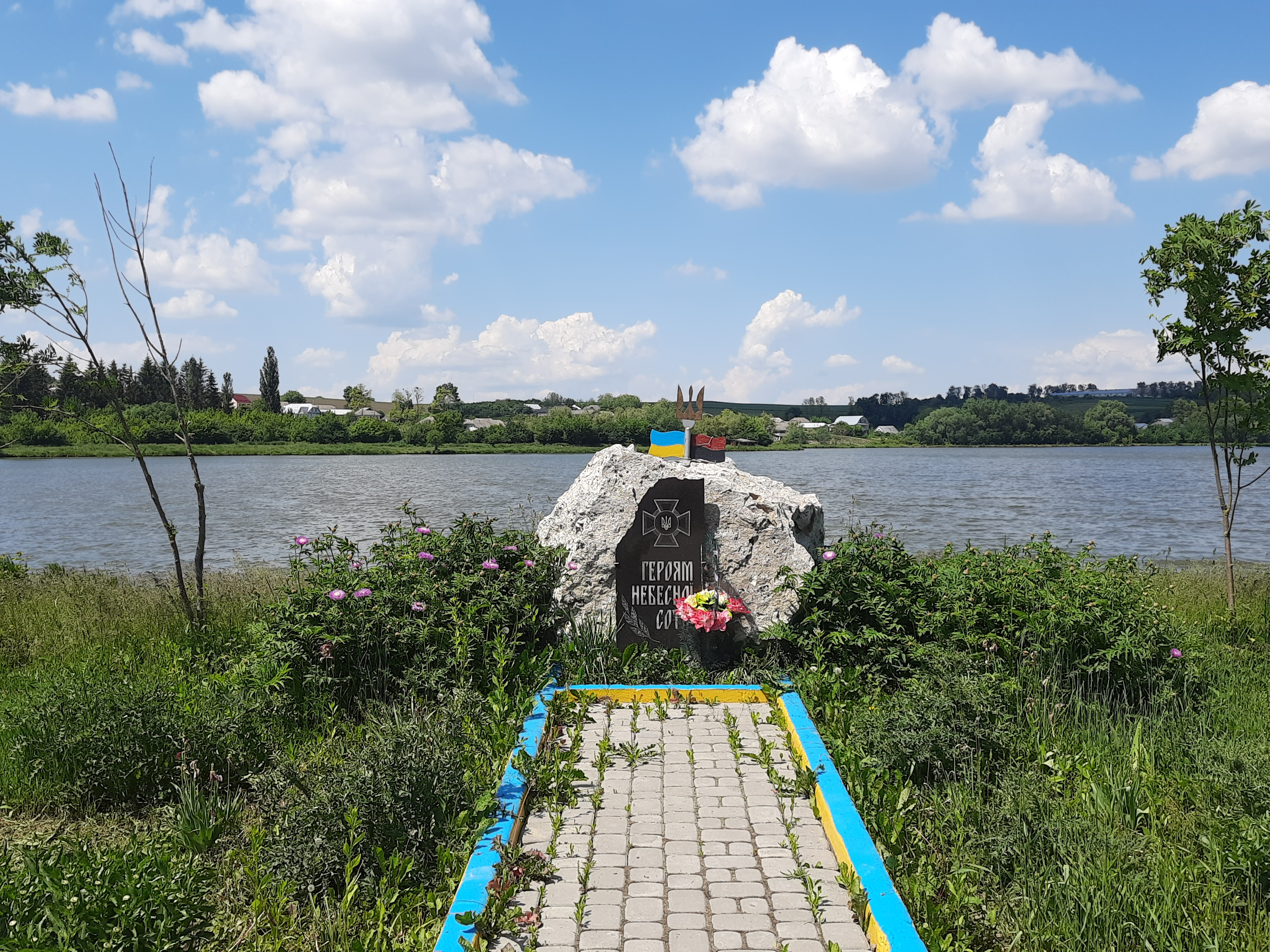
Пам'ятник Небесній сотні
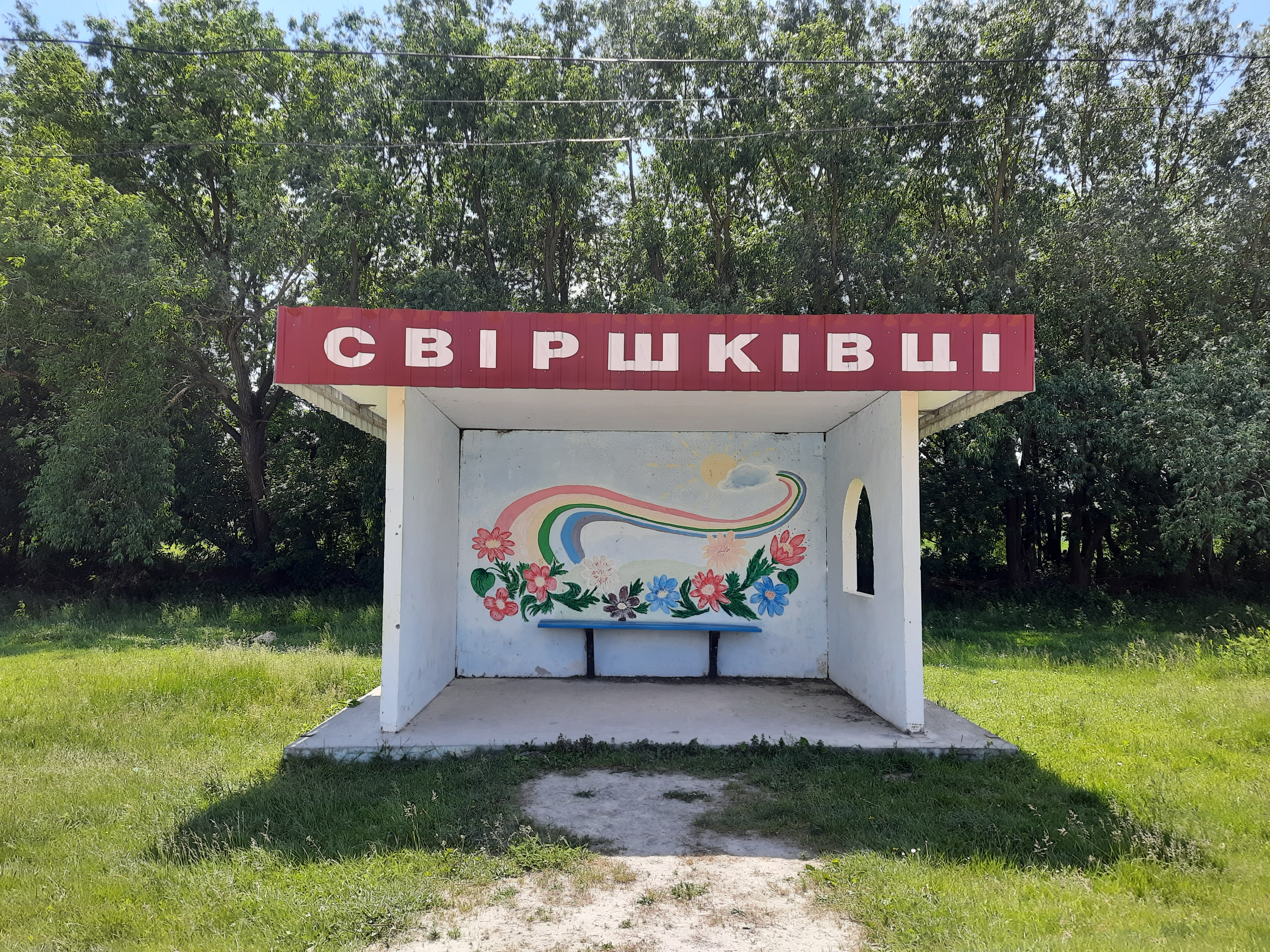
Автобусна зупинка
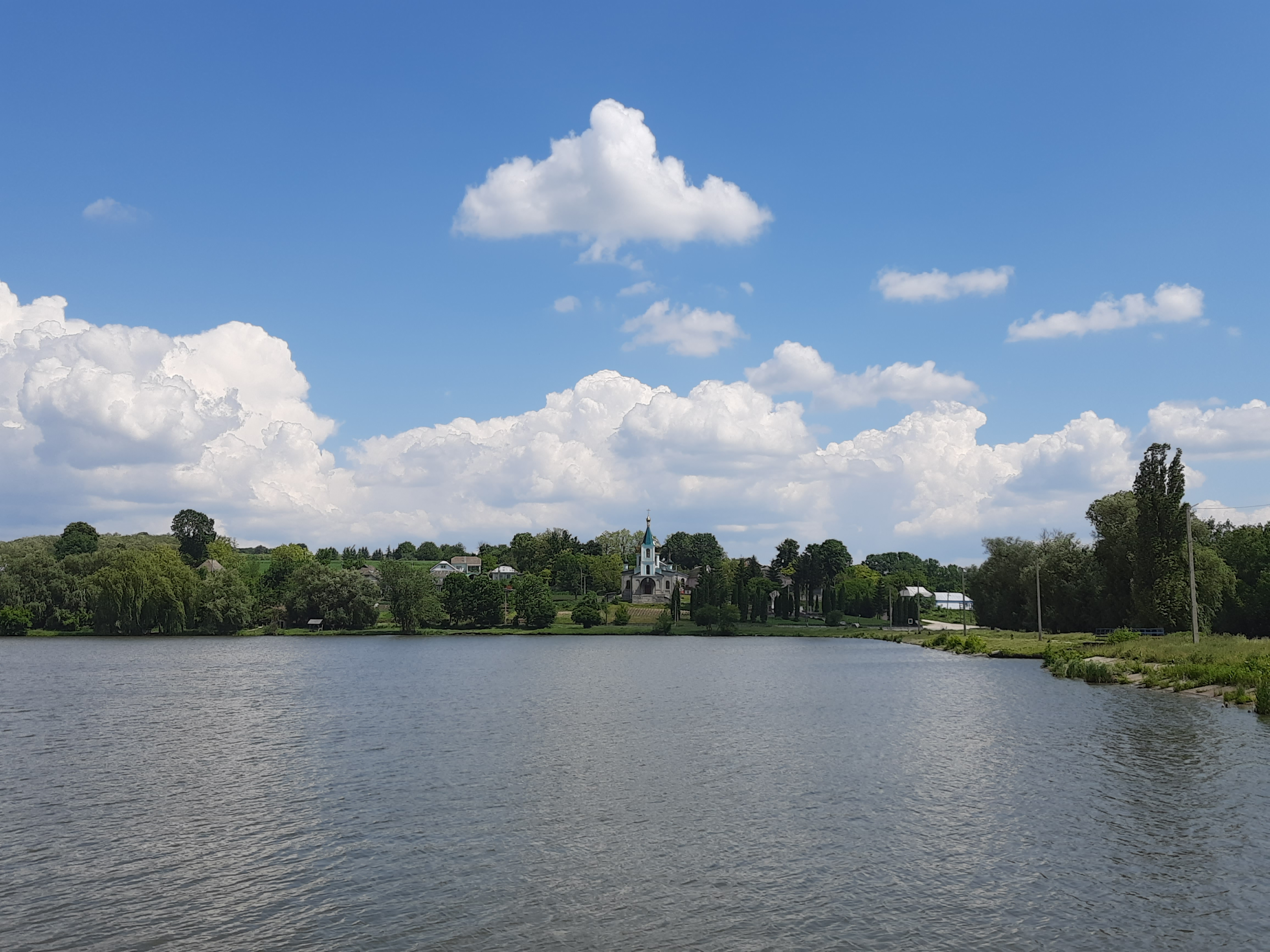
Став біля села